# Марциганица
Марциганица е голяма хижа в Родопите, на 4 km от село Добростан. Представлява комплекс от няколко сгради: хижа, туристическа спалня, чайна. Хижата разполага с ресторант и винарна. Намира се в природния резерват Червената стена.
В близост до хижата се намира благоустроената пещера Добростански бисер, известна и като Ахметьова дупка.
Районът на хижата има карстов характер с много пещери, големи поляни и ливади, иглолистни и широколистни гори.
Хижата е построена от инициативен комитет при ГОНС и туристическо дружество "Безово" с помощта на ГК на БКП. Строителството се извършва по стопански начин от майстори от близкото село Добростан по проект на архитект В. Василев. Хижата е завършена през 1974 г. През 1977 е построено помощно спално помещение към хижата, през 2023 - чайна. В района на хижата има ски влек.

## Изходни точки
- село Добростан – 4 km по асфалтиран път
- село Югово – 3 часа
- водопад Сливодолско падало – 3 часа
- село Бачково – 4.30 часа
- град Асеновград през хижа Момина сълза и хижа Безово – 6.30 часа

## Съседни туристически обекти
- пещера Добростански бисер (Ахметьова дупка) – 20 минути
- хижа Безово – 3 часа
- хижа Момина сълза – 4 часа
- хижа Пашалийца – 6.30 часа
- връх Попа (1317 m)